# 豊原周里
豊原 周里（とよはら ちかさと、生没年不詳）とは、江戸時代から明治時代にかけての浮世絵師。

## 来歴
豊原国周の門人。本姓は降幡、名は敬次。豊原の画姓を称し一鷲斎、一春斎と号す。中橋上槇町に住む。作画期は元治から明治20年代の頃にかけてで、当時の風俗を描いた錦絵や玩具絵を残している。

## 作品
- 「三十六歌せん役者つじうら」　大判錦絵　国立劇場所蔵　※元治元年（1864年)、玩具絵